# Земята трепери
„Земята трепери“ (на италиански: „La Terra Trema“) е филм на Лукино Висконти от 1948 година, с участието на Антонио Арчидяконо и Джузепе Арчидяконо.

## Сюжет
Внимание:  Текстът по-долу разкрива сюжета на произведението (или части от него)!
Филмът разказва за семейство Валастро, потомствени рибари, живеещи в малкия сицилиански град Ачи Треца. Работата им е тежка и те едва свързват двата края, а прекупвачите на риба реализират големи печалби на техен гръб. Младият Антонио, който, докато е служил във военноморските сили, е обиколил и видял доста свят, обявява, че отсега нататък семейството му няма да бъде експлоатирано и че няма да имат нищо общо с прекупвачите на риба и ще започнат свой собствен бизнес. Той ипотекира дома си и започва да работи сам със семейството си. Никой от останалите рибари от селото не последва примера му. Антонио повежда борба с богатите прекупвачи...

## В ролите
| Изпълнител         | Роля          |
| ------------------ | ------------- |
| Антонио Арчидяконо | Антонио       |
| Джузепе Арчидяконо | Коло          |
| Неплучия Джамона   | Мара          |
| Аниезе Джамона     | Лучия         |
| Мария Микале       | Майката       |
| Никола Касторино   | Никола        |
| Роза Костанцо      | Неда          |
| Розарио Галваньо   | Дон Салваторе |
| Лоренцо Валастро   | Лоренцо       |